# Divisa Alegre
Divisa Alegre é um município brasileiro no norte do estado de Minas Gerais.